# Mentha suaveolens
Mentha suaveolens, comummente conhecida como hortelã-brava , é uma espécie de planta com flor pertencente à família das Lamiáceas e ao tipo fisionómico dos proto-hemicriptófitos.

## Nomes comuns
Os seus nomes comuns são hortelã-do-brasil (também grafada hortelã-brasileira) e  mentrasto  (não confundir com a espécies Cedronella canariensis e Mentha rotundifolia, que consigo partilham este nome comum), ultimo nome este que também aparece sob as grafias alternativas mentastro , montraste e montrastes.

### Etimologia
Do que toca ao nome científico:
- No que toca ao nome genérico, Mentha,[9] este provém do latim mintha,[10] o qual, por seu turno, advém do nome grego da ninfa Minta associada ao rio Cócito, amante de Plutão e que foi transformada em planta por Proserpina.[11]
- Quanto ao epíteto específico, suaveolens[12] provém do latim clássico e significa «de cheiro adocicado; bem-cheiroso».

Do que toca aos nomes comuns:«mentastro» provém do latim clássico mentastrum, que significa «menta-brava» ou «hortelã-brava»; por igual linha de conta, o nome comum «hortelã-brava» também deriva deste étimo latino, por tradução directa.

## Descrição
Trata-se de uma planta pubescente, que exala um forte aroma adocicado.
Conta com caules tomentosos, lenhosos e alvacentos, podendo atingir cerca de um metro de altura. As folhas, que medem entre 15 a 30 milímetros de comprimento e 10 a 20 milímetros de largura, ostentam um formato  que pode alternar entre o ovado-oblongado, o suborbiculares, o obtuso e o acuminado. As folhas são de textura muito rugosa, as margens são serrilhadas e apresentam coloração que se matiza entre o acinzentado e o alvacento. Na página superior, as folhas mostram-se pubescentes, ao passo que na página inferior se afiguram mais sésseis.
A inflorescência é desta planta dispõe-se numa espiga ramificada de 3 a 9 centímetros de comprimento por 0,5 a 1 centímetro de largura. Conta com pedicelos glandulosos, pontuados por alguns pêlos curtos.
O cálice tem um feitio campanulado e a garganta glabra. A corola, por seu turno, orçando cerca de dois milímetros a dois milímetros e meio de comprimento, ostenta uma coloração que se matiza entre o branco e o rosa claro.

## Distribuição
Esta espécie marca presença no Sul e Oeste do continente europeu, no Noroeste africano e no Próximo Oriente.

### Portugal
Trata-se de uma espécie presente no território português, nomeadamente em Portugal Continental, no Arquipélago dos Açores e no Arquipélago da Madeira.
Em termos de naturalidade é nativa de Portugal Continental e Arquipélago da Madeira e introduzida no arquipélago dos Açores.

### Ecologia
Trata-se de uma espécie ruderal e ripícola, que privilegia prados e pastagens húmidas, orlas de silvados e juncais. Também se pode encontrar em barrancos, margens e leitos de cursos de água, poças, lagoas e outros espaços que possam ficar transitoriamente madeficados ou alagados. São capazes de medrar em qualquer tipo de solos, conquanto tenham humidade edáfica sensivelmente permanente.

## Protecção
Não se encontra protegida por legislação portuguesa ou da Comunidade Europeia.

## Usos
Historicamente, no âmbito etnofarmacológico, as suas folhas foram usadas para fazer infusões com propriedades hemagogas.

## Taxonomia
A autoridade científica da espécie é Ehrh., tendo sido publicada em Beiträge zur Naturkunde 7: 249–150. 1792.

### Sinonímia[8]
- Mentha rotundifolia auct., non (L.) Huds.
- Mentha rotundifolia suaveolens (Ehrh.) Briq.